# UFO (Pink Lady單曲)
《UFO》，是日本女子團體Pink Lady的第6張單曲。1977年12月5日發行。

## 簡介
以當年盛行的不明飛行物（UFO）熱潮為主題的歌曲。不論是歌詞、宇宙服還是舞蹈都成為當時的熱門話題。
單曲發售後連續10個星期佔據Oricon公信榜冠軍位置。也是1978年正式開播的TBS音樂節目《The Best Ten》頭三回連續冠軍歌曲。
繼《海濱的辛巴達》、《WANTED (通緝)》之後，第三張在Oricon統計銷量過百萬的單曲（按達成百萬銷量的順序排列，則是第二張）。
Oricon統計的總銷量高達155.4萬，是Pink Lady最暢銷的單曲作品。Victor公佈的總銷量更高達195萬張。是1978年度日本單曲銷量冠軍，連續第二年取得Oricon單曲年榜冠軍。1978年《The Best Ten》年終榜的第15位。
該曲榮獲第20屆日本唱片大獎及FNS歌謠祭的最HIT賞。
常被誤以為是日清U.F.O炒面的電視廣告歌曲，但實際上該廣告歌是模仿《UFO》的旋律和風格，配上新歌詞的另一首歌曲。

## 收錄曲目
1. UFO
  - 作詞：阿久悠；作曲、編曲：都倉俊一
2. Lady X（レディーX）
  - 作詞：阿久悠；作曲、編曲：都倉俊一